# Vicariato do Rito Ocidental de Antioquia
O Vicariato do Rito Ocidental de Antioquia (em inglês:  Antiochian Western Rite Vicariate) é um vicariato de Rito Ocidental de paróquias e missões "que adoram de acordo com as formas litúrgicas cristãs ocidentais tradicionais" dentro da Arquidiocese da América do Norte da Igreja Ortodoxa Grega de Antioquia.

## Origens
O vicariato começou quando três paróquias da cismática Sociedade de São Basílio, sob o bispo Alexander Tyler Turner, foram canonicamente recebidas na Igreja Ortodoxa Grega de Antioquia pelo metropolita Antonio Bashir em 1961, após um período probatório de oito anos.
Turner foi recebido como arcipreste canônico como parte de sua conversão à Ortodoxia e serviu como o primeiro vigário geral, cargo que ocupou até sua morte.

## Expansão
Após o conflito sobre a ordenação de mulheres dentro da Igreja Episcopal e a publicação da edição de 1979 da versão da Igreja Episcopal do Livro de Oração Comum, várias congregações examinaram a possibilidade de localizar outra comunhão com a qual estivessem mais ideologicamente alinhadas. A primeira igreja a ser recebida foi a igreja da Encarnação em Detroit, Michigan. Congregações adicionais se juntaram nas décadas seguintes, incluindo congregações que antes faziam parte da Igreja Evangélica Ortodoxa (muitas posteriormente mudaram para o Rito Bizantino).

## Atualidade
O Vicariato do Rito Ocidental de Antioquia consiste em mais de vinte igrejas e missões em todas as dioceses dos Estados Unidos. O bispo auxiliar João Abdalah supervisiona o vicariato, assistido pelo vigário geral, Padre Edward Hughes. As paróquias de Rito Ocidental são incentivadas e devem ser ativas na diocese em que estão localizadas, e as funções episcopais são geralmente desempenhadas pelo bispo diocesano local.